# Lende Automobile Manufacturing Company
Lende Automobile Manufacturing Company war ein US-amerikanischer Hersteller von Automobilen.

## Unternehmensgeschichte
Olaus Lende war Elektroingenieur in Granite Falls in Minnesota. Er stellte ab 1902 einzelne Automobile her. Der Markenname lautete Lende. Erst 1907 gründete er offiziell das Unternehmen in der gleichen Stadt zur Fahrzeugproduktion. 1909 endete die Produktion. Insgesamt entstanden 17 Fahrzeuge.

## Fahrzeuge
Das erste Fahrzeug hatte einen Zweizylindermotor, Kettenantrieb und eine Tourenwagen-Karosserie. Ole Swenson war der Käufer. Zwei ähnliche Fahrzeuge folgten.
Die nächsten Fahrzeuge hatten einen luftgekühlten Vierzylindermotor.
Von 1907 bis 1909 stand ein Modell mit einem Vierzylindermotor mit 30 PS Leistung, Planetengetriebe und Kardanantrieb für 1800 US-Dollar in den Preislisten.